# پلین‌ویل (اوهایو)
پلین‌ویل (به انگلیسی: Plainville) یک منطقهٔ مسکونی در ایالات متحده آمریکا است که در شهرستان همیلتون، اوهایو واقع شده‌است. پلین‌ویل ۰٫۲ کیلومتر مربع مساحت و ۸۷ نفر جمعیت دارد و ۱۵۲٫۱ متر بالاتر از سطح دریا واقع شده‌است.